# 國立西康技藝專科學校
国立西康技艺专科学校是民国时期位于西昌的一所学校。

## 历史沿革
1939年，国民政府在抗日战争中丢失了大片国土，此时国民政府开始重视后方的开发。本年8月1日，国民政府教育部长陈立夫关于设立国立西康技艺专科学校的提议得到行政院的批准，随即聘任李书田为校长，负责筹备建校，校址位于西昌城东南十五里的泸山东麓，于1940年1月8日正式开课，学制分为三年、五年、六年（医科）三种。
由于当时的战乱因素，不少著名教授从全国各地迁来西南大后方，因此该校得以聘请国内名家作为师资。
1941年，周宗莲出任第二任校长；本校第三任校长是雷祚文，1946年罗广瀛出任第四任校长，高巍为第五任校长；1950年，李绍文出任校长。
1953年，该校编制撤销。其系科分别并入四川大学、重庆大学、西南农业大学、四川农业大学、泸州化工学院、昆明工学院等学校。